# Capo dell'esecutivo di Macao
Il Capo dell'esecutivo della Regione amministrativa speciale di Macao (中華人民共和國澳門特別行政區行政長官S) è il capo del potere esecutivo della Regione amministrativa speciale di Macao, e rappresenta la regione ancor prima della Repubblica Popolare Cinese (RPC).

## Storia
Questa funzione sostituì quella del governatore di Macao ai tempi della colonizzazione portoghese, il 20 dicembre 1999, l'ultimo 138º governatore fu Vasco Joaquim Rocha Vieira. Il primo capo capo dell'esecutivo fu Edmund Ho Hau-wah, che si dimise nel 2009. Altre due personalità hanno assunto l'incarico da quella data.

## Ammissibilità alla carica
Ai sensi dell'articolo 44 della Legge fondamentale, il capo dell'esecutivo deve essere un cittadino cinese come definito dall'ordinanza sui passaporti MSAR. L'individuo deve avere almeno 40 anni, essere un residente permanente di Macao, cittadino cinese con diritto di residenza a Macao, e avere di solito soggiornato a Macao per un periodo continuo non inferiore a 20 anni. L'articolo 47 richiede inoltre che il capo dell'esecutivo sia una persona integra, dedita alle sue funzioni.